# 霍尔格·灿德尔
霍尔格·灿德尔（德語：Holger Zander，1943年5月24日—），德国男子皮划艇运动员。他曾代表德国联队、西德参加1964年和1968年夏季奥林匹克运动会皮划艇比赛，获得一枚银牌和一枚铜牌。